# Río Sisa
Der Río Sisa ist ein etwa 182 km langer linker Nebenfluss des Río Huallaga in den Provinzen El Dorado, Bellavista und Picota in der Region San Martín im zentralen Norden Perus.

## Flusslauf
Das Quellgebiet des Río Sisa liegt im äußersten Nordwesten der Provinz El Dorado auf einer Höhe von etwa 1550 m. Der Río Sisa durchquert die Provinz in überwiegend südsüdöstlicher Richtung und behält diese Richtung bis zu seiner Mündung bei. Er passiert dabei mehrere Ortschaften und Kleinstädte. Bei Flusskilometer 138 passiert der Fluss die am nördlichen Flussufer gelegene Kleinstadt San Martín Alao. Dort mündet der Río Alao von Norden kommend in den Río Sisa. Weitere größere Orte am oberen Flusslauf sind Shatoja, San José de Sisa, Agua Blanca und Santa Rosa. Zwischen den Flusskilometern 72 und 40 durchquert der Río Sisa den Distrikt San Pablo im Norden der Provinz Bellavista und passiert dabei das Distriktverwaltungszentrum San Pablo. Anschließend verläuft er entlang der Grenze zwischen den Provinzen Bellavista im Westen und Picota im Osten und mündet schließlich bei San Cristóbal de Sisa in den Río Huallaga. Der Río Sisa weist im Mittel- und Unterlauf ein stark mäandrierendes Verhalten auf, mit unzähligen Flussschlingen und abgeschnittenen Altarmen.

## Einzugsgebiet
Das 2088 km² große Einzugsgebiet des Río Sisa erstreckt sich über die Provinz El Dorado und den Distrikt San Pablo (Provinz Bellavista). Außerdem werden über den Río Sisa Teile der Distrikte Alonso de Alvarado (Provinz Lamas), Bellavista (Provinz Bellavista) und San Hilarión (Provinz Picota) entwässert. Das Einzugsgebiet des Río Sisa grenzt im Westen an das des Río Saposoa, im Nordwesten, im Norden und im Nordosten an das des Río Mayo sowie im Osten an das des abstrom gelegenen Río Huallaga. Das Gebiet ist größtenteils Hügelland mit nur teilweiser Bewaldung.

## Hydrologie
Der Río Sisa hat einen mittleren Abfluss von 26,45 m³/s. Im April weist er mit etwa 40 m³/s den höchsten monatlichen Abfluss auf. In den Monaten März bis Juni sowie Oktober und November weist der Fluss einen überdurchschnittlichen monatlichen Abfluss auf. Dezember, Februar und August sind die Monate mit den geringsten monatlichen Abflüssen.